# Mie Hama
Mie Hama (japanska 浜美枝), född 20 november 1943 i Tokyo, är en japansk skådespelerska.
Tillsammans med Kumi Mizuno och Akiko Wakabayashi var Hama en av de tre största skådespelerskorna vid filmstudion Toho under 1960-talet. För den västerländska publiken är hon mest känd som den första asiatiska Bondbruden, Kissy Suzuki i Man lever bara två gånger (1967). Det sägs att hon, när producenterna hotade att ersätta henne med en annan skådespelerska på grund av att hon inte lärde sig engelska till filmen, hotade att ta livet av sig och därför fick behålla rollen.

## Filmer i urval
- 1975 Ganbare! Wakadaishô
- 1970 Nippon ichi no warunori otoko
- 1970 Sutemi no Narazu-mono
- 1969 Arashi no yushatachi
- 1968 Chintao yosai bakugeki meir ei
- 1968 Kureji ogon sakusen
- 1968 Nippon ichi no uragiri-otoko
- 1968 Showa no inochi
- 1968 Suna no kaori
- 1968 Kureji Mekishiko dai sakusen
- 1967 Kureji no Kaitô Jibako
- (1967) Man lever bara två gånger
- 1967 Midaregumo
- (1967) King Kong på skräckens ö
- 1966 Doto ichiman kairi
- 1966 Izuko e
- 1966 Kureji no musekinin Shimizu Minato
- 1966 Nippon ichi no gorigan otoko
- 1966 Tenamonya Tôkaidô
- 1966 What's up, Tiger Lily?
- 1966 Kigan jô no bôken
- 1965 Fûrai ninbôchô
- 1965 Nippon ichi no goma suri otoko
- 1965 Zoku nishi no ôshô, higashi no taishô
- (1965) International Secret Police: Key of Keys
- 1965 Hyappatsu hyakuchu
- 1965 Frankenstein - Der Schrecken mit dem Affengesicht
- 1964 Kimimo shussega dekiru
- 1964 Kokusai himitsu keisatsu: Kagi no kagi
- 1964 Midareru
- 1964 Musekinin yûkyôden
- 1964 Nippon ichi no horafuki otoko
- 1964 Les Plus belles escroqueries du monde
- 1963 Honkon kureji sakusen
- 1963 Kureji sakusen: Kudabare! Musekinin
- 1963 Der Löwe des gelben Meeres
- 1963 Taiheiyo no tsubasa
- 1962 Ankokugai no kiba
- 1962 Chushingura
- 1962 Futari no musuko
- (1962) King Kong vs. Godzilla
- 1961 Shin santo juyaku: teishu kyo iku no maki
- 1961 Gen to Fudomyo-O
- 1961 Honkon no yoru
- 1960 Arigataya sandogasa
- 1960 Jyûgaoka fujin